# Férfi 10 000 méteres gyorskorcsolya az 1932. évi téli olimpiai játékokon
Az 1932. évi téli olimpiai játékokon a gyorskorcsolya férfi 10 000 méteres versenyszámát február 5-e és 8-a között rendezték. Az aranyérmet az amerikai Irving Jaffee nyerte meg. Magyar versenyző nem vett részt a versenyszámban.

## Rekordok
A versenyt megelőzően a következő rekordok voltak érvényben:
| Világrekord     | Armand Carlsen (NOR)  | 17:17,4 | Davos, Svájc            | 1928. február 5. |
| Olimpiai rekord | Julius Skutnabb (FIN) | 18:04,8 | Chamonix, Franciaország | 1924. január 27. |

A versenyen új olimpiai rekord született:
| Alexander Hurd (CAN) | 17:56,2 | Lake Placid, Amerikai Egyesült Államok | 1932. február 6. |

## Eredmények
A két előfutamból az első négy-négy helyezett versenyző jutott a döntőbe. A döntőben a célba érkezés sorrendje határozta meg a végeredményt. A rövidítések jelentése a következő:
- Q: továbbjutás helyezés alapján
- OR: olimpiai rekord

### Előfutamok
| Hely.    | Versenyző         | Nemzet                 | Idő            |
| 1. futam | 1. futam          | 1. futam               | 1. futam       |
| -------- | ----------------- | ---------------------- | -------------- |
| 1.       | Alexander Hurd    | Kanada (CAN)           | 17:41,3        |
| 2.       | Valentine Bialas  | Egyesült Államok (USA) | idő nem ismert |
| 3.       | Edwin Wedge       | Egyesült Államok (USA) | idő nem ismert |
| 4.       | Ivar Ballangrud   | Norvégia (NOR)         | idő nem ismert |
| 5.       | Isihara Sózó      | Japán (JPN)            | idő nem ismert |
| 6.       | Michael Staksrud  | Norvégia (NOR)         | idő nem ismert |
| 7.       | Ossi Blomqvist    | Finnország (FIN)       | idő nem ismert |
| 8.       | Tomeju Uruma      | Japán (JPN)            | idő nem ismert |
| –        | Marion McCarthy   | Kanada (CAN)           | nem ért célba  |
| 2. futam |                   |                        |                |
| 1.       | Eddie Schroeder   | Egyesült Államok (USA) | 17:52,2        |
| 2.       | Frank Stack       | Kanada (CAN)           | idő nem ismert |
| 3.       | Irving Jaffee     | Egyesült Államok (USA) | idő nem ismert |
| 4.       | Bernt Evensen     | Norvégia (NOR)         | idő nem ismert |
| 5.       | Hans Engnestangen | Norvégia (NOR)         | idő nem ismert |
| 6.       | Kitani Tokuo      | Japán (JPN)            | idő nem ismert |
| 7.       | Ingvar Lindberg   | Svédország (SWE)       | idő nem ismert |
| –        | Willy Logan       | Kanada (CAN)           | idő nem ismert |
| –        | Kavamura Jaszuo   | Japán (JPN)            | nem ért célba  |

### Megismételt előfutamok
| Hely.    | Versenyző         | Nemzet                 | Idő            | Mj       |
| 1. futam | 1. futam          | 1. futam               | 1. futam       | 1. futam |
| -------- | ----------------- | ---------------------- | -------------- | -------- |
| 1.       | Alexander Hurd    | Kanada (CAN)           | 17:56,2        | Q, OR    |
| 2.       | Ivar Ballangrud   | Norvégia (NOR)         | idő nem ismert | Q        |
| 3.       | Valentine Bialas  | Egyesült Államok (USA) | idő nem ismert | Q        |
| 4.       | Edwin Wedge       | Egyesült Államok (USA) | idő nem ismert | Q        |
| 5.       | Ossi Blomqvist    | Finnország (FIN)       | idő nem ismert |          |
| –        | Isihara Sózó      | Japán (JPN)            | nem ért célba  |          |
| –        | Marion McCarthy   | Kanada (CAN)           | nem ért célba  |          |
| –        | Michael Staksrud  | Norvégia (NOR)         | nem ért célba  |          |
| –        | Tomeju Uruma      | Japán (JPN)            | nem ért célba  |          |
| 2. futam |                   |                        |                |          |
| 1.       | Irving Jaffee     | Egyesült Államok (USA) | 18:05,4        | Q        |
| 2.       | Frank Stack       | Kanada (CAN)           | idő nem ismert | Q        |
| 3.       | Bernt Evensen     | Norvégia (NOR)         | idő nem ismert | Q        |
| 4.       | Eddie Schroeder   | Egyesült Államok (USA) | idő nem ismert | Q        |
| 5.       | Willy Logan       | Kanada (CAN)           | idő nem ismert |          |
| 6.       | Hans Engnestangen | Norvégia (NOR)         | idő nem ismert |          |
| –        | Kavamura Jaszuo   | Japán (JPN)            | nem ért célba  |          |
| –        | Kitani Tokuo      | Japán (JPN)            | nem ért célba  |          |
| –        | Ingvar Lindberg   | Svédország (SWE)       | nem ért célba  |          |

### Döntő
| Helyezés | Versenyző        | Nemzet                 | Idő            |
| -------- | ---------------- | ---------------------- | -------------- |
| Arany    | Irving Jaffee    | Egyesült Államok (USA) | 19:13,6        |
| Ezüst    | Ivar Ballangrud  | Norvégia (NOR)         | idő nem ismert |
| Bronz    | Frank Stack      | Kanada (CAN)           | idő nem ismert |
| 4.       | Edwin Wedge      | Egyesült Államok (USA) | idő nem ismert |
| 5.       | Valentine Bialas | Egyesült Államok (USA) | idő nem ismert |
| 6.       | Bernt Evensen    | Norvégia (NOR)         | idő nem ismert |
| 7.       | Alexander Hurd   | Kanada (CAN)           | idő nem ismert |
| 8.       | Eddie Schroeder  | Egyesült Államok (USA) | idő nem ismert |